# Cercamia eremia
Cercamia eremia es una especie de pez del género Cercamia, familia Apogonidae. Fue descrita científicamente por Allen en 1987.
Se distribuye por el Pacífico Indo-Occidental. La longitud total (TL) es de 5 centímetros. Habita en arrecifes claros, cuevas profundas y grietas. Puede alcanzar los 40 metros de profundidad.
Está clasificada como una especie marina inofensiva para el ser humano.